# Alhandra (calciatore)
Luís Miguel Assunção Joaquim, meglio noto come Alhandra (Vila Franca de Xira, 5 marzo 1979), è un ex calciatore portoghese, di ruolo difensore.

## Caratteristiche tecniche
Era un terzino sinistro che poteva però essere schierato in ogni posizione della fascia mancina.

## Carriera

### Club
Nato a Vila Franca de Xira, nel distretto di Lisbona, nel 1994 entra nelle giovanili dello Sporting, che lo trasferisce in prestito nel club satellite del Lourinhanense per la stagione 1998-1999. Nella stagione successiva gioca nell'Alverca con cui disputa però soltanto due incontri. Dopo una breve esperienza al Porto B nel 2000, nel 2001-2002 milita nell'Académica di Coimbra, con cui gioca con più continuità, mettendo a referto sette reti in 43 partite.
Dal 2002 al 2008 milita nell'União Leiria, con cui vince la Coppa Intertoto 2007 e disputa sei stagioni consecutive in Primeira Liga. Il 2 aprile 2008 firma un contratto biennale con l'Enōsis Neōn Paralimniou, aggiungendosi al fornito contingente di giocatori portoghesi del club cipriota. Dopo una sola stagione ritorna in patria, al Gil Vicente, in seconda divisione.
Dal 2010 scende nelle categorie dilettantistische, giocando all'Eléctrico e al Mosanto, prima di concludere la carriera alla Riachense nel 2012 a 33 anni.

### Nazionale
Con la Nazionale Under-21 portoghese ha preso parte agli Europei Under-21 2002.

## Palmarès

### Club

#### Competizioni internazionali
- Coppa Intertoto UEFA: 1

União Leiria: 2007